# SPIP
SPIP ist ein freies Web-Content-Management-System. SPIP (Système de Publication pour l’Internet Partagé) ist ein Anwendungsprogramm, das zur Erstellung von Websites dient. Ursprünglich für die Gestaltung kollektiver Internetzeitungen gedacht, ist es inzwischen zu einem vielseitigen CMS herangewachsen.
SPIP steht unter den Bedingungen der GPL als freie Software kostenlos zur Verfügung.
Seine sehr einfache Installation, Handhabung und Wartung ermöglicht einem breiten Benutzerkreis den Zugang zur Erstellung von kollektiven Webprojekten.
SPIP ist im französischsprachigen Raum entstanden und hat hier seine größte Verbreitung. Sein Maskottchen ist ein Eichhörnchen (in einigen Dialekten Belgiens sagt man Spip für Eichhörnchen) nach seinem Namensvetter Pips (frz. Spip), dem Haustier des Comic-Helden Spirou.

## Präsentation
SPIP ist das meistgebrauchte freie CMS im französischsprachigen Raum, wird aber auch in zahlreichen anderen Sprachräumen angewandt. Es wird heute für über 25.000 Websites benutzt und ist dank seiner freien Lizenz (GNU GPL) jedem zugänglich.
Seine Hauptcharakteristiken entstammen dem Bereich der Onlinepublikation. Eingesetzt wird es in ganz verschiedenen Bereichen: institutionelle Einrichtungen (die französische Post, einige französische Ministerien), Online-Zeitungen (Le Monde diplomatique), gemeinnützige Vereinigungen, universitäre sowie private Websites.
SPIP 2 vollzieht den Schritt vom klassischen CMS zur Entwicklungsplattform für Anwendungen mit verteilten Datenbanken. Die Kompatibilität mit älteren Versionen bleibt erhalten. Das neue SPIP ist für zwei Nutzergruppen mit geringen oder umfangreichen technischen Kenntnissen konzipiert, so dass es weiterhin leicht zu erlernen ist, dabei aber zahlreiche neue Funktionen bietet.

## Technik
Das Programm ist in PHP geschrieben und funktioniert mit der Datenbanktechnik MySQL.

## Geschichte
Ursprünglich wurde SPIP für das Online-Magazin uzine.net geschrieben. Seine Entwickler entschieden, es unter die freie Lizenz GPL zu stellen. Ab 2001 wird SPIP für weitere Websites verwendet.
SPIP liefert einen Cache-Mechanismus, eine Authentifizierung, automatisierte Installierung sowie ein Administrations-Interface mit Artikeleingabe etc. Mit SPIP können dank der bestehenden Dokumentvorlagen – Skelette genannt – dynamische Webseiten erstellt werden, ohne dass PHP-Kenntnisse nötig sind.
Ab der Version 1.6 (Anfang 2003) wird die private Schnittstelle von SPIP mehrsprachig angeboten. Ein Übersetzerraum wird eingerichtet, um weitere Übersetzungen zu ermöglichen.
Ab 1.7 (Januar 2004) können mehrsprachige Websites verwaltet werden. SPIP wird um ein Suchmodul sowie Webseiten-Indexierung erweitert. Außerdem kann nun über Syndikation der Inhalt anderer Webseiten eingebunden werden.
Mit Version 1.8 (April 2005) wird ein komplett überholter privat-Interface angeboten. Für die Entwickler von SPIP gibt es jetzt einen Compiler, der die gemeinsame Arbeit erheblich bereichert und neue Perspektiven eröffnet. SPIPs Skelette können komplexer gestaltet werden, ganz ohne Gebrauch von PHP.
Mit der Version 1.9 (Juli 2006) wird der Gebrauch von Plugins eingeführt. Die Organisation der Dateien ist neu geordnet und die Dateiendung wechselt von php3 zu php.
Mit 1.9.1 wird das System der Modelle eingeführt, nach dem Vorbild der Vorlagen von Wikimedia.
Version 1.9.2 ändert die Anordnung der Systemordner, um eine bessere gemeinschaftliche Nutzung der Codequellen zu ermöglichen.
Version 2.1 bringt ein modularisiertes Redaktionssystem und eine Weiterentwicklung von Plugin- und Layoutsystem. Mehrere Layout-Frameworks ermöglichen nun, eine Anwendung und ihr Layout per Klick zusammenzustellen. Das wichtigste Layout-Framework ist Z für SPIP (ZPIP).